# Blas Tello
Blas Tello y Fernández-Caballero (Manzanares, 12 de noviembre de  1908- Ciudad Real, 8 de enero de 1984) fue un político y magistrado de trabajo español, gobernador civil de la provincia de Toledo y director general de Política Interior durante la dictadura franquista.

## Biografía
Nació en la localidad ciudadrealeña de Manzanares el 12 de noviembre de 1908. Licenciado en Derecho en la Universidad de Valencia ingresó en el Cuerpo de Magistrados de Trabajo.
Gobernador civil de la provincia de Toledo entre 1944 y 1951, fue un firme apoyo del proyecto de dar uso educativo al castillo de San Servando como «Academia del Frente de Juventudes». Durante su mandato también impulsó una campaña contra el estraperlo en la provincia.
Primer director general de Política Interior del Ministerio del Interior, desempeñó el cargo por siete años, desde 1951 hasta 1958. Consejero nacional del Movimiento, fue procurador en las Cortes franquistas entre 1952 y 1977. Fue uno de los procuradores que se abstuvieron en la votación de la Ley para la Reforma Política de Adolfo Suárez que tomó lugar en 1976.
Falleció en Ciudad Real, el 8 de enero de 1984.

## Distinciones
- Medalla de Oro al Mérito Social Penitenciario (1946)[12]
- Gran Cruz de la Orden del Mérito Civil (1950)[13]
- Gran Cruz de la Orden de Cisneros (1962)[14]
- Medalla de Oro al Mérito Turístico (1964)[15]
- Gran Cruz de la Orden de Isabel la Católica (1964)[16]
- Gran Cruz de la Orden Imperial del Yugo y las Flechas (1969)[17]
- Gran Cruz de la Orden Civil de Alfonso X el Sabio (1972)[18]
- Gran Cruz de San Raimundo de Peñafort (1972)[19]
- Medalla de Oro al Mérito en el Trabajo (1975)[20]